# ادموندو تیگی
ادموندو تیـِگی (ایتالیایی: Edmondo Tieghi) بازیگر اهل ایتالیا است. وی با کارگردانانی چون کارلو وردونه، دامیانو دامیانی، فرانکو روسی، میکله ماسیمو تارنتینی، روبرتو موری، جو داماتو، سرجو لئونه، مارینو جیرولامی و آلفونسو برشا همکاری نموده است.
از فیلم‌ها یا مجموعه‌های تلویزیونی که وی در آن‌ها نقش داشته‌است، می‌توان به برادر تاتسیو، اهل ولتری، قهرمانان در جهنم، مینو، قفسی برای دیوانگان، به خاطر یک مشت دلار، به خاطر چند دلار بیشتر، سرت را بدزد، احمق!، تعقیب مرگبار و اخطار اشاره نمود.